# Hoceni
Hoceni – wieś w Rumunii, w okręgu Vaslui, w gminie Hoceni. W 2011 roku liczyła 512 mieszkańców.